# Престоне (Сондрио)
Престоне је насеље у Италији у округу Сондрио, региону Ломбардија.
Према процени из 2011. у насељу је живело 175 становника. Насеље се налази на надморској висини од 1073 м.